# Giovanni Bellini
Giovanni Bellini (Giambellino, velenceiül Zuane Belin, Velence, 1426/1433 – Velence, 1516. november 29.) velencei festő a Bellini család legfiatalabb és legjelentősebb tagja. Nagy hatással volt tanítványaira, kortársaira és az idősebb mesterekre is. A velencei reneszánsz egyik legnagyobb mestere, műhelyéből az újkor legnagyobbjai, Lorenzo Lotto, Giorgione és Tiziano kerültek ki. Korai művein sógorának, Mantegnának hatása érződött. Nyolcvanhat évet ért meg, és ebből hetven esztendőn keresztül a quattrocento legnagyobbjainak a színvonalán dolgozott. Részt vesz a színhasználat és a perspektíva művészetének forradalmában, új festői technikákat vezet be.

## Élete

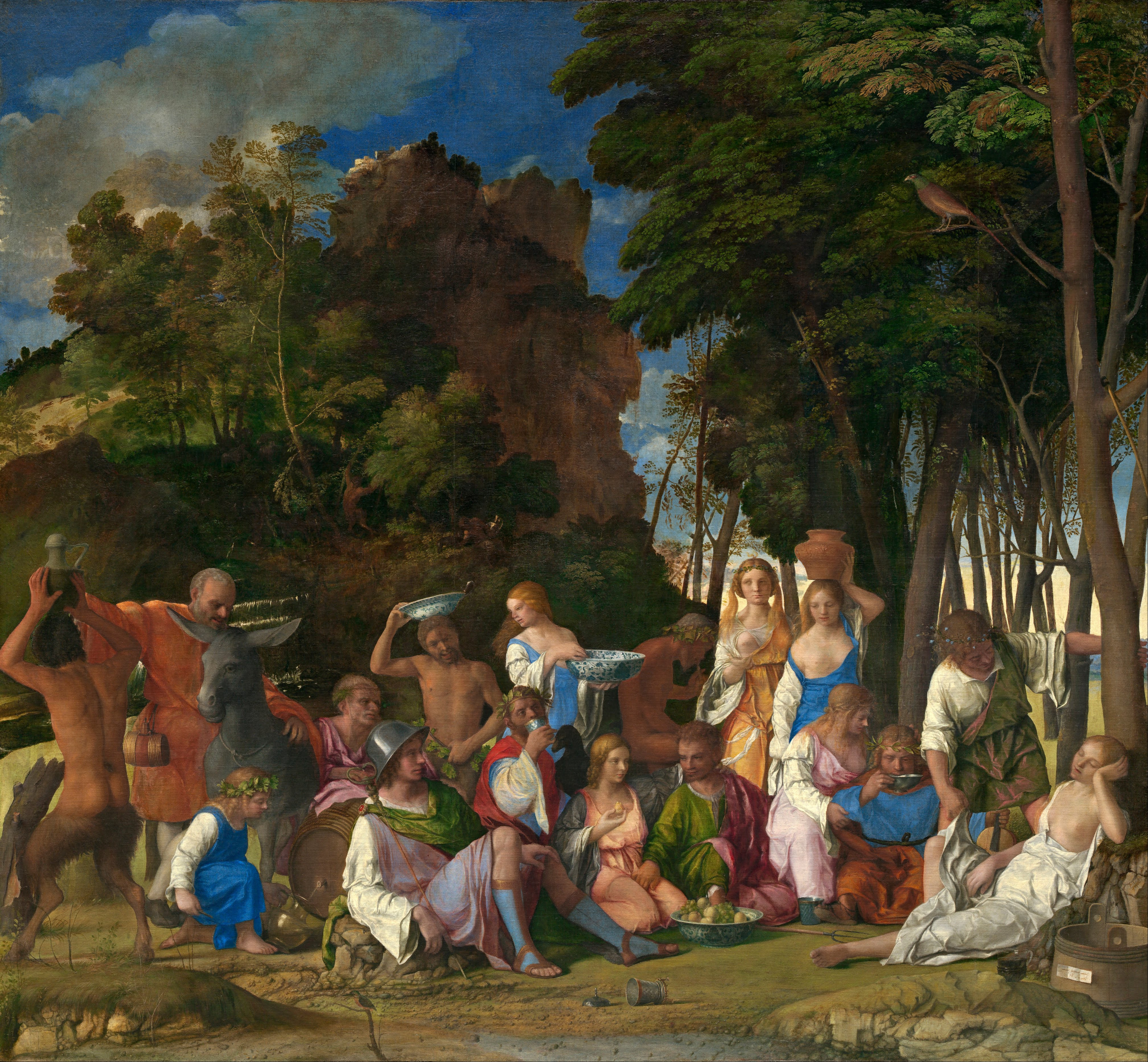
Istenek ünnepe

Giovanni Bellini születési idejét nem ismerjük pontosan. Vasari 1426-ról ír, míg a mai szakértők az 1433-as dátummal értenek egyet.
Apja Jacopo (1400 k.–1470) a velencei udvari gótikus festészet egyik nagy mesterének, Gentile da Fabriano egykori tanítványa, akinek műterme népszerű volt a városban, számos művet készített megrendelésre. Giovanni harmadik gyermekként látta meg a napvilágot. Testvérei Nicolosia – akit később Mantegna vesz feleségül – és Gentile, aki szintén festő lesz. Bizonytalanság van azonban Goivanni anyja körül. Vélhetően Jacopo házasságon kívüli gyermeke, mivel keresztneve ritkán szerepel a Bellini család dokumentumaiban.
„Amikor a fiúk kicsit felcseperedtek, Jacopo maga tanította őket a művészet alapjaira. Nem sok idő telt el, és mindkettő túlszárnyalta az apját. Jacopo nagyon örült ennek, állandóan biztatta őket, hogy úgy fessenek, mint a toscanaiak, versenyezzenek, egyik jobb legyen, mint a másik. A fiúk csakhamar nagy jártasságra tettek szert a művészetben, először Giovanni szárnyalta túl az apját, majd Gentile mindkettőjüket”.
Giovanni fivéréhez hasonlóan a művészeti tűzkeresztségen apja műtermében esik át. A költészetben is járatos, ír néhány szonettet. A festészet azonban csakhamar teljes egészében leköti. 1453-ban a Bellini családba még egy festő kerül, Nicolosia férjhez megy Andrea Mantegnához, aki a későbbiekben nagy hatással lesz Giovannira.
1459-ben Giovanni Bellininek már saját műterme van a San Marco közeli San Lio-plébánián, fivérével dolgozik együtt kölcsönösen bensőséges kapcsolatban. Ebben az időben számos portrét fest magán megrendelők részére. A műfaj, melyben nagy mesterségbeli tudásra tesz szert, komoly szerepet játszik a következő század velencei portréfestészet divatjának kialakulásában. 1475–1500 között korábbi temperatechnikáját olajfestéssel cserélte fel. E technika révén ragyogó színeket, tónust és lágyságot ér el. 1464-ben kap először komoly megrendelést, a Santi Giovanni e Paolo templom részére San Zanipoloban kell poliptichont készítenie. A művet 1468-ban fejezi be.
1470 körül meghal Jacopo Bellini örökül hagyja fiai számára híres két vázlatkönyvét, Giovanni egyre nagyobb népszerűségnek örvend nemcsak Velencében. 1479-ben meghívás érkezik Isztambulból, a szultán szeretné, ha Bellini készítene néhány művet a Magas Porta részére. II. Mehmed szultánra nagy hatással voltak a velencei festő művei. Törökországba bátyja Gentile utazik el. A velencei szenátus azt akarta, hogy Gentilét Giovanni helyettesítse a Dózse-palota nagy tanácstermének díszítésében. Giovanni évi honoráriuma tizennyolc dukát volt. Megítélnek részére egyfajta „senseriát”, privilégiumot, amely nem kevés állandó jövedelmet biztosít számára. Sokat utazik. Ezekről az utakról gazdag tapasztalatokkal tér vissza a természet megfigyelésével kapcsolatban, ami festészetében egyre nagyobb helyet foglal el. Bellinit 1483-ban a Velencei Köztársaság hivatalos festőjének nevezik ki, ezzel mentesül a festőcéh részére fizetendő adók befizetése alól. Bellini ekkor már híres műtermében fiatal festők dolgoznak, mint Tiziano, vagy Giorgione, akik segítenek Bellininek néhány munkájában. E fiatal művészek jelenlétében az idős mester kivételes életerőt és állandó megújulási készségről tesz tanúságot. Bellini 1516. november 29-én halt meg szülőföldjén, Velencében. Itt temették el a Santi Giovanni e Paolo templom mellett lévő kolostor-temetőben.

## Művészete
Bellini művészete sokat köszönhet más alkotókkal meglévő számos, kiterjedt kapcsolatának. 1475-ben Velencébe érkezik Szicíliából Antonello da Messina, aki nagy hatással volt Bellini festészeti stílusára. Ez a szicíliai festő hosszú időn keresztül tanulmányozta a flamand mesterek festészetét és rendkívül ügyesen kezelte kedvenc technikájukat, az olajfestést. Albrecht Dürer 1506-ban Velencébe utazik, és nagy lelkesedéssel és tiszteletadással beszél velencei kollégájáról. Bellini átveszi mások tapasztalatait, hogy utolérje őket. Közeli kapcsolatot tart fenn padovai festőkkel. A kortárs gondolkodók is nagy hatással vannak művészetére. Pietro Bembo olasz bíboros (1470–1547) költőt is ismeretségi körébe tartozik, az ő révén ismerkedik meg Isabella d’Este Gonzagával. Bellini munkásságára hatással voltak még a humanista gondolkodó Lorenzo Vallo (1407–1457) filozófiai elmélkedései is.

## Jelentősége
Giovanni Bellini új, reneszánsz horizontokat nyit meg a velencei festészet előtt. Munkássága nyomot hagyott nemcsak közvetlen tanítványaiban, de sok más festőben is, akik nyomdokain indultak el. Az új nemzedék legtehetségesebbjei közül megemlíthetünk olyan művészeket, mint Vivarini, Giorgione, Tiziano. Legméltóbb örököse Tiziano, Bellini halála után őrá száll a Velencei Köztársaság hivatalos festője cím. Bellini hatása túlmutat a XVI. századon is. Kezének biztonsága felfedezhető Delacroix néhány vásznán, megihlette az impresszionistákat, Degas az Allegória hatása alatt elkészíti annak másolatát.

## Művei
Műveire jellemző az erős kolorista hatásra való törekvés Mantegna befolyása mellett már korai művein megnyilvánult: Madonnák (Berlin, Miláno), Krisztus a kereszten, A Jézus színeváltozása, (Velence, Museo Correr), Krisztus az olajfák hegyén (London, National Gallery)

### Pietà

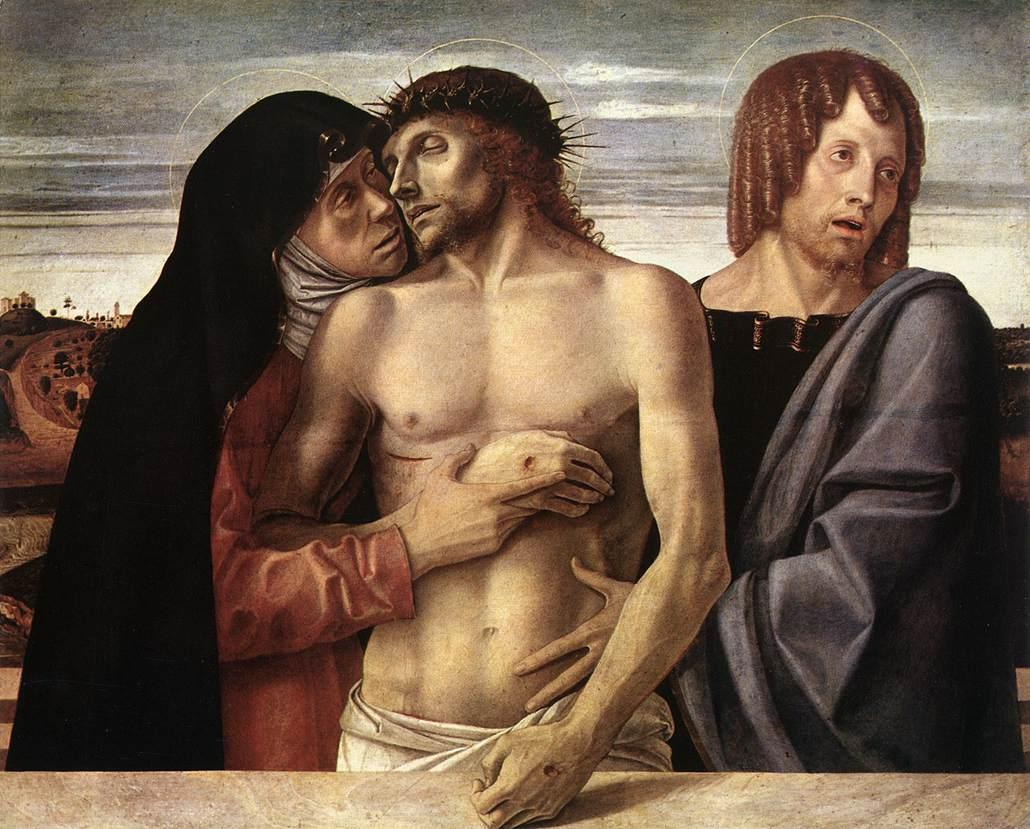
Pietâ

A napóleoni kor óta függ Bellini leghíresebb Pietàja a milánói Brera-galéria falán. Ez Bellini egyik első remekműve. Az alakok szinte az egész kép felületét betöltik, csak néhány apróbb térrészletet hagynak, amelyeket a művész tájképpel tölt ki. A finom felhők hosszúra nyúlt formát vesznek fel, párhuzamosan az első képsíkban látható koporsó vonalával, a néző figyelmét a főalakra irányítva. Krisztust függőlegesen ábrázolja, mintha még élne. A Szűzanya és Szent János tartják meg, akik szenvedéssel teli néma párbeszédet folytatnak. A rendkívülien kifejező kezek megfestése Bellini tehetségének tökéletességét mutatja, amihez talán Donatello szobrai szolgáltak iránymutatóként. Felfedezhető Mantegna hatása is: Mária ruhájának vöröse, a fejét és a vállát befedő sötétkék kendő, az apostol kék köpenye keretet adnak Krisztus sápadt testének. 1465 körül készült, 86 x 107 cm, vízfesték, deszka, Pinacoteca di Brera, Milánó

### Halott Krisztus négy angyallal

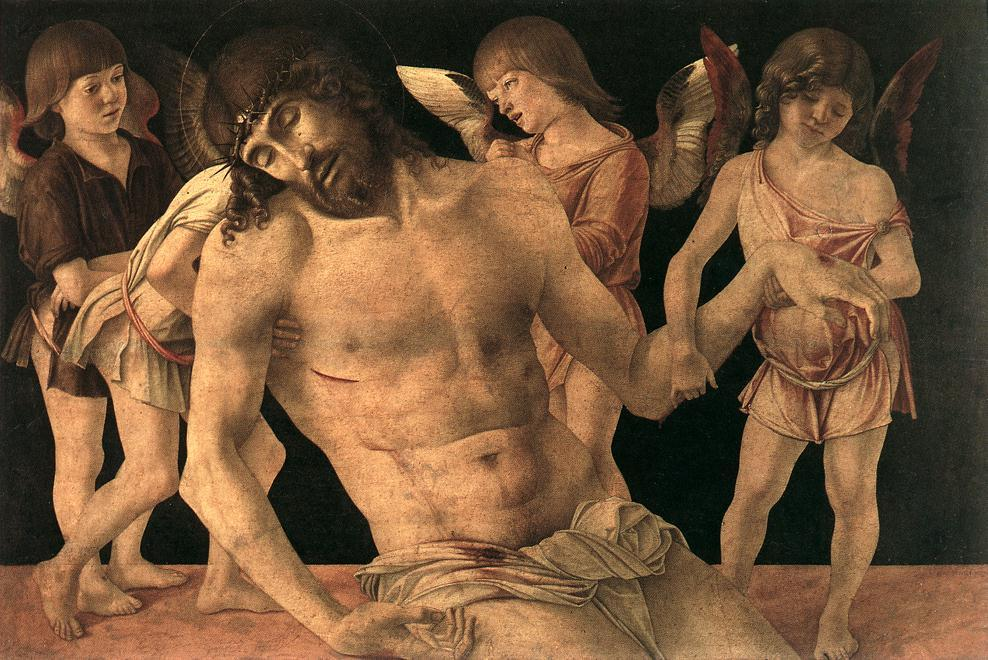
Halott Krisztus négy angyallal

A kép keletkezése 1470 körüli, Carlo Malatesta, a velencei seregek fővezérének a megrendelésére készült. A képet Riminiben a San Francisco templom sekrestyéjében találták meg. Az angyalok itt fiatal fiúknak vannak ábrázolva. Körülveszik a halott Krisztust, de csak az egyikük tartja a testét. A többiek különféle pózban állnak, elmerülve gondolataikban. Bellini itt Krisztus halálának összetett értelmezését mutatja be mintegy folytatásaként a Pietànak. A Riminiben lévő kép azonban inkább nyugalmat és békét fejez ki, mint szenvedélyes érzelmeket. A másik különbség, hogy Krisztus lábai eltűnnek az első képsíkból, ezzel sírja abba a térbe kerül, ahol a néző is van. 1470 körül; 80,5 x 120 cm, vízfesték, deszka, Pinacoteca Communale, Rimini

### Mária koronázása
A hetvenes évek közepéről Bellini legfontosabb alkotása a pesarói San Francisco templom oltárának szánt festmény, amely Mária koronázását ábrázolja. A megrendelés Alessandro Sforzától, Pesaro főurától származik. A pesarói oltár különleges szerepének a festő művében két oka van. Itt ér el olyan érettséget, amilyet korábbi képein nem láthatunk és ez az első ilyen nagyméretű olajfestékkel festett oltárkép. 1475-ben ez a technika nem volt még elterjedve Velencében és éppen Bellini ad neki megfelelő rangot. A Mária koronázása jelenet nyolc kisebb, szent életét ábrázoló oldalkép veszi körül, alul pedig hét jelenet zárja le ugyanezen szenteknek életéről szóló jelenetekkel.
A hét kis kép közül az egyik Szent Ferenc stigmáit mutatja be. 1475 körül; 262 x 240 cm, olaj, deszka, Museo Civico, Pesaro

### Jézus színeváltozása

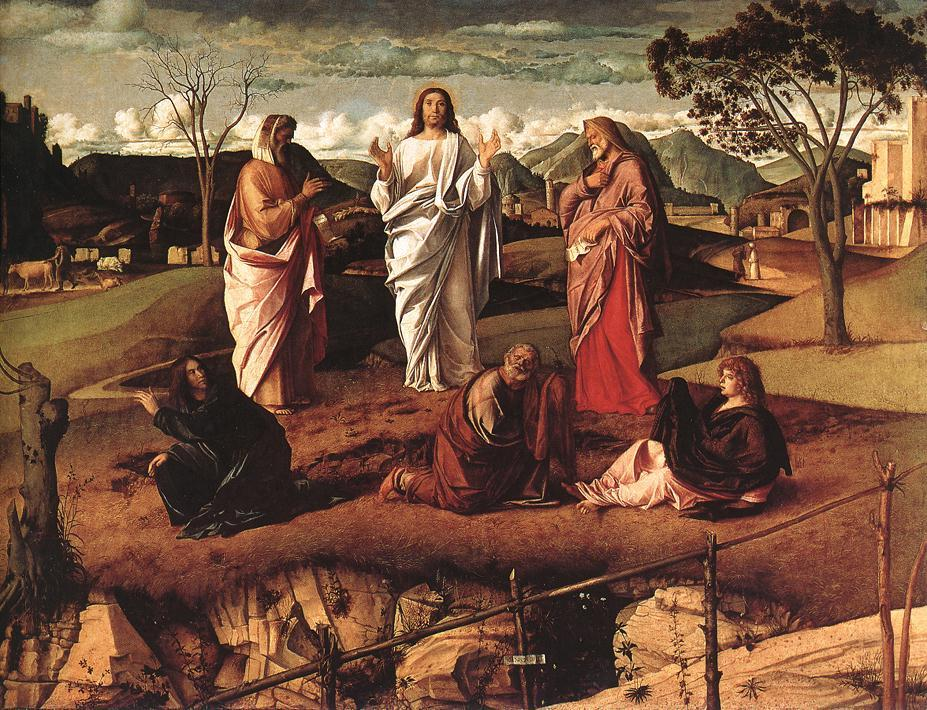
Jézus színeváltozása

A nápolyi múzeumban található Jézus színeváltozása Vicenzából, a Fioccardo székesegyház kápolnájának oltáráról származik. Bellini festett néhány képet az Úr színeváltozásáról, de csak három maradt fenn napjainkig. A művész visszautal a bizánci művészetre, melynek nagy hatása volt apjára, és ahol a színeváltozás jelenete igen gyakori volt. Ezen a képen megfigyelhetők a Bellininél gyakran alkalmazott festői megoldások, mint például a három apostol ruhájának színe megfelel a táj színeinek, míg a próféták ruhái élénkebb színűek, ezáltal az eget földdel összekötő elemekké válnak. Az Üdvözítő ruhájának fehérje viszont kivételes erővel, a szövet gondosan kidolgozott törései és ráncai vakítóan ábrázoltak, ez a háttér a bárányfelhők fehérjével azonos. 1480 körül; 116 x 154 cm, olaj, deszka, Galleria Nazionale di Capoldimente, Nápoly

### Madonna a Kisdeddel
A Trónoló Mária szentekkel és zenélő angyalokkal, avagy Madonna a Kisdeddel a trónon két kis zenélő angyal társaságában Bellini tizenötödik század nyolcvanas éveinek végén festett triptichonjának része. Ez a művész fénykora, amikor a legtöbb megrendelést kapja. 1478-ban Pietro Pesaro három fia fordul hozzá azzal a kéréssel, hogy készítsen egy festményt a velencei Santa Maria Gloriosa dei Frari templom sekrestyéjének kápolnájába, családi sírboltjuk díszítésére. Az akkoriban rendkívül elfoglalt Bellini a munkát csak 1485-ben kezdi el és négy évig dolgozik rajta. Ez a klasszikus elemeket tartalmazó triptichon, középső képe más néven Maesta igazi mestermű. Vélhetően a gazdagon díszített keret tervezője is Bellini volt. A kompozíció díszítő motívumai – a képen látható angyalkák nem gyermekként vannak megfestve, jellegzetes puttók – az olasz reneszánszra jellemző festészeti elemeket tartalmazza. A művész tanúságot tesz a perspektivikus ábrázolás tökéletes birtoklásáról. A kép három részre osztott. A bal szárnyon Szent Miklós és Szent Péter, jobb szárnyon Szent Márk és Szent Benedek látható. Alul vannak a zenélő angyalok, a középső részt a Szűzanya a Kisdeddel foglalja el, felső részen a kupola helyezkedik el. „Az alsó rész visszafogott színskálája kiemeli a felső rész kromatikus dallamát a levegő aranyos vibrálásával” 1489; 184 x 79 cm, olaj, deszka, Santa Maria Gloriosa dei Frari, Velence

### Allegória
Az egykori Giorgione-nek tulajdonított Allegóriát ma egyértelműen Bellini munkájának tartják. Ezt a képet valószínű Isabella d’Este vásárolta 1500 körül. Mantovai lakosztályába megrendel Bellininél egy konkrét témájú festményt, a művész azonban nem fogadta el a megbízást. Javasolja azonban az Allegóriát, amibe Isabella d’Este bele is egyezik. Talán ennek a képnek köszönhető, hogy Bellini a festészet legnagyobb mestereinek sorába kerül. A művész félreteszi a klasszikus vallási jeleneteket, amelyek ez idáig uralták témaválasztását, hogy teljesen allegorikus, összetett és személyes festményeket alkosson. Az új művészet levegőjével teltek el Giorgionéra emlékeztető, mesehangulatot árasztó, homályos értelmű Allegóriái. 1500 körül; 73 x 119 cm, olaj, deszka, Galleria degli, Uffizi, Firenze

### Angyali üdvözlet
A mű szerzőisége ma is vitatott. A kép a velencei Santa Maria dei Miracoli templom számára, mint triptichon készült. A templomépítés 1489-ben fejeződik be. Ekkor kezdi festeni ezt a művét. A festmény két része egy hatalmas orgonán a kétoldali díszítéshez készült. 1500 körül; 224 x 106 cm, Santa Maria dei Miracoli templom orgonájának szárnyai, Galleria dell’Accademia, Velence

### Portrék
Kortársai között különösen portréi miatt volt híres. Finom színezetű arcképei közül csak egy kétségtelen Leonardo Loredan dózse arcképe, aki 1501–1521 között irányította Velencét. 1520–1521 National Gallery (London) London
Ha valaki a XV. században portrét rendelt magának, egyfajta társadalmi rangot jelentett. Bellini által festett portrék figurái hasonló pozícióban ábrázoltak: profilból és csak a váll felső részének megfestésével. A portrék nem utalnak a személy társadalmi pozíciójára. A fekete kaftán és kalap a legelterjedtebb abból az időből, mint a Férfi portréján a Louvre-ból. A Fiatal szenátor arcképe színekben tér el a megszokottól. A szenátorok kizárólagosan használt fekete öltözékét pirosra váltja, a szőke haj és az intenzív kék háttér ezt a képet jelentős alkotásává teszik.